# Dicke Marie
Die Dicke Marie ist ein Naturdenkmal im Tegeler Forst, im Ortsteil Tegel des Berliner Bezirks Reinickendorf. Sie ist vermutlich der älteste Baum der Stadt. Am 9. Juli 2021 wurde sie als achter Baum und als erster Waldbaum zum Nationalerbe-Baum erklärt.

## Geschichte
Die Stieleiche (Quercus robur) soll im Jahr 1107 an der Großen Malche, einer Bucht, die den nördlichen Ausläufer des Tegeler Sees bildet, nahe dem Schloss Tegel gekeimt sein. Den Namen erhielt der Baum von den Brüdern Alexander und Wilhelm von Humboldt, die ihre Jugendjahre im Schloss Tegel verbrachten, in Anspielung auf die wohlbeleibte Köchin des Schlosses. Auch Johann Wolfgang von Goethe besuchte 1778 bei seinen Reisen den Baum und verweilte in seinem Schatten.

## Alter und Standort

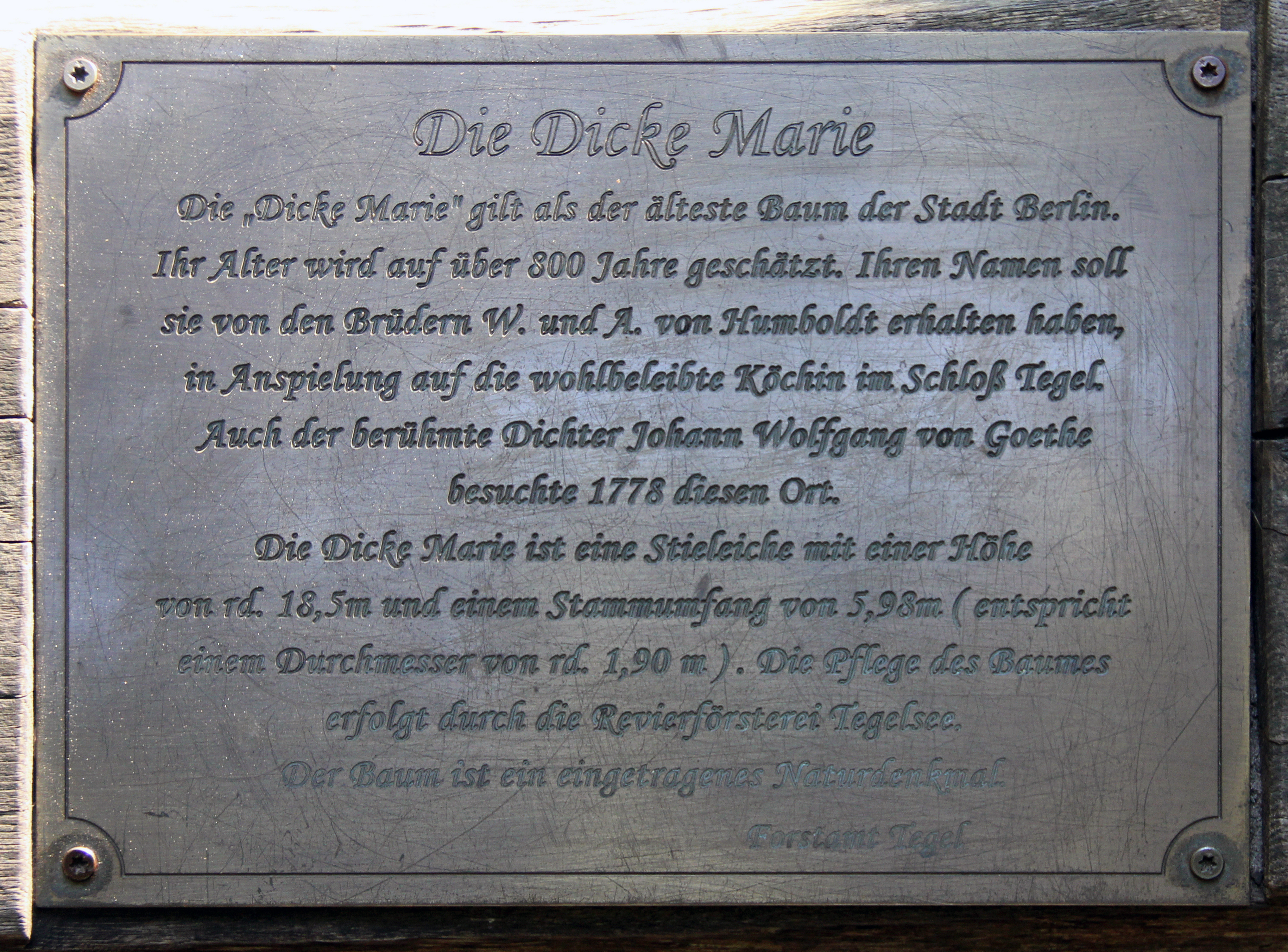
Infotafel vor dem Baum (2018)

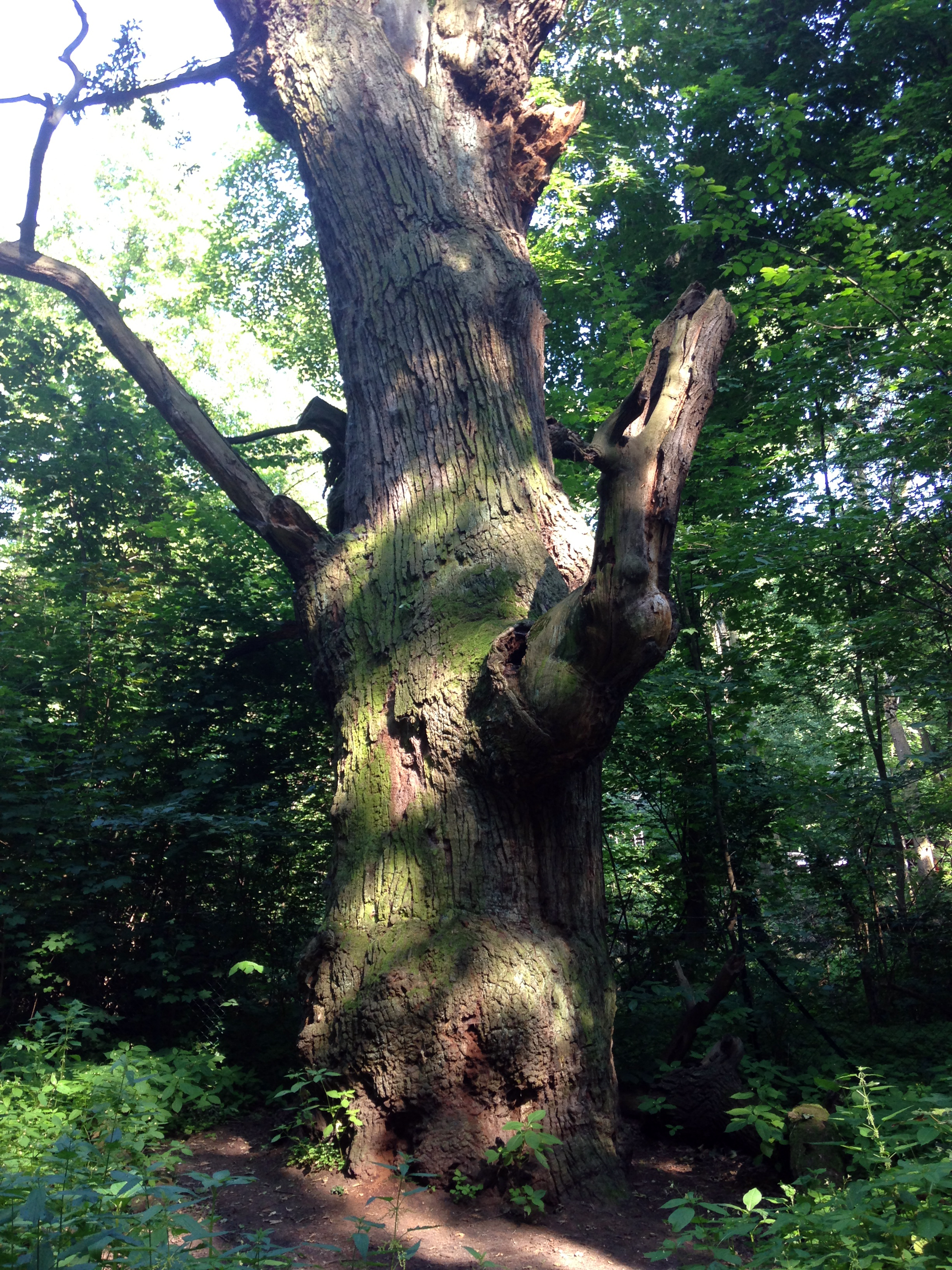
Stamm der Dicken Marie

Das Forstamt Tegel ging laut einer metallenen Infotafel davon aus, der Baum sei etwa 800 Jahre alt. Das Kuratorium Nationalerbe-Baum der Deutschen Dendrologischen Gesellschaft widerspricht dem und schätzte anlässlich der Auszeichnung zum Nationalerbe-Baum das Alter auf etwa 500 bis 600 Jahre. Auch durch eine Kernbohrung und anschließende Jahresringzählung ließe sich kein genaueres Alter bestimmen, da der Baum teilweise im Innern verfault und hohl sein dürfte. Trotzdem wird es sich weiterhin um einen der ältesten Bäume Berlins handeln.
In früheren Zeiten genoss der Baum einen freien Standort, wie die Reste des kompakten Wuchses und die tief ansetzende Beastung erkennen lassen, und zwar nahe dem Ufer eines weiteren kleineren Ausläufers der Großen Malche, die heute durch einen Fahr- und Wanderweg vom See getrennt ist. Der so separierte Teil unterliegt heutzutage großen, witterungs- und saisonabhängigen Schwankungen des Wasserstandes, und ist mit einem noch relativ jungen Bruchwald bestanden, in dem die Schwarz-Erle (Alnus glutinosa) die dominante Baumart bildet.
Ein großer Teil dieses Buchtausläufers ist bereits komplett verlandet und weist einen dichten Bewuchs mit standorttypischen Gehölzen der Hartholzaue wie Spitzahorn und Flatterulme auf, die mit dem alten Baum stark um Licht und Standort konkurrieren, weswegen sich die „Dicke Marie“ heute in einem stark abgängigen Zustand befindet. Zusätzlich stark aufkommender Aufwuchs von Bergahorn erschwert ihr Fortkommen zusätzlich. Ihre nur noch geringe Fruchtproduktion wird jährlich nahezu vollständig von Wildschweinen verzehrt oder von Besuchern gesammelt.

## Sonstiges
Mit „Dicke Marie“ meint der Volksmund auch das Vorhandensein von viel Geld oder auch eine wohlgefüllte Brieftasche.